# 歌謡ポップスチャンネル
歌謡ポップスチャンネル（かようポップスチャンネル）は、株式会社WOWOWプラスが運営している音楽専門チャンネル。
スカパー!プレミアムサービス、スカパー!（東経110度CS放送）、ひかりTV、J:COM、およびケーブルテレビで視聴することができる。
主に演歌・歌謡曲、アイドル、フォーク、ニューミュージック、J-POPなど、邦楽の音楽番組を中心に編成。
演歌・歌謡曲の最新情報や、過去の貴重な映像作品、オリジナルの制作番組や最新コンサートなどを放送している。
火曜日 - 土曜日の1:30 - 2:30（月曜日 - 金曜日の25:30 - 26:30）、土曜日の6:00 - 8:00、日曜日の6:00 - 7:00は、放送事業者であるインターローカルメディア株式会社による「インターローカルアワー」が放送される。インターローカルアワーの全編成はノンスクランブル放送である。

## 沿革
- 1996年10月1日 - パイオニアの子会社・パイオニアミュージックサテライト株式会社により、パーフェクTV!（現・スカパー!プレミアムサービス）にて「パイオニアカラオケチャンネル」開局。
- 2003年3月1日 - 株式会社IMAGICAがパイオニアミュージックサテライトを買収。社名を株式会社イマジカ・ミュージックサテライト、チャンネル名を「カラオケチャンネル」に変更。スカイパーフェクTV!110（現・スカパー!、委託放送事業者は株式会社シーエス・ナウ）で放送開始。
- 2005年9月30日 - スカイパーフェクTV!110での放送終了。
- 2006年4月1日 - 株式会社IMAGICAのデジタル放送事業部が直接運営。同時に電気通信役務利用放送に移行。
- 2006年7月1日 - IMAGICAの組織変更により、グループの持株会社である株式会社イマジカ・ロボット ホールディングス（同日株式会社イマジカホールディングより社名変更）傘下に株式会社IMAGICAティーヴィ（IMAGICA TV）設立。チャンネル名も現在の「歌謡ポップスチャンネル」に変更。
- 2010年6月1日 - スカパー!HDでハイビジョン放送｢歌謡ポップスチャンネルHD｣を開始（2012年11月1日、HD表記を外す）。
- 2012年10月1日 - 7年ぶりにスカパー!（旧・スカパー!e2）で放送再開（Ch.CS329。衛星基幹放送事業者はインターローカルメディア）。これに伴い『インターローカルアワー』枠が設定され、同番組を放送している『ホームドラマチャンネル』から番組の一部が移動。これらの番組は無料放送となる。また、同日付で16:9フルサイズのSD放送を開始した。
- 2013年
  - 6月30日 - スカパー!プレミアムサービス光にて標準画質放送を終了した。
  - 7月1日 - スカパー!プレミアムサービス光にてハイビジョン放送を開始した。
- 2014年5月31日 - スカパー!プレミアムサービスにて標準画質放送を終了し、ハイビジョン放送に完全移行した。
- 2016年12月1日 - スカパー!プレミアムサービスの衛星一般放送事業者が、スカパー・ブロードキャスティングからスカパー・エンターテイメントに変更された。
- 2017年
  - 4月3日 - WOWOWがIMAGICAティーヴィの発行済み全株式をイマジカ・ロボット ホールディングスから取得。WOWOWの子会社となる
  - 10月1日 - 運営事業者の株式会社IMAGICAティーヴィーが株式会社WOWOWプラスに商号変更。

## 主な番組

### オリジナル番組

#### レギュラー番組
- オリコン演歌＆歌謡TOP30
- USEN演歌ベスト20
- 聴かせて！あなたのリクエスト 視聴者が選ぶ人気曲ランキング
- ベストヒット演歌
- 宮本隆治の歌謡ポップス☆一番星〜演歌・歌謡曲情報バラエティ〜
- 演歌男子。
  - 演歌男子。2
  - 演歌男子。3
  - プレゼン！演歌男子。
  - スクープ！演歌男子。
  - 演歌男子。神のお告げを聞け！
  - 演歌男子。セレクト！推し曲リレー
  - 演歌男子。禁断の裏メニュー〜Doki Dokiトークを召し上がれ〜
  - 演歌男子。LIVEシリーズ
- しゃべくりDJ ミュージックアワー!!
  - しゃべくりDJ Chageのミュージックアワー!
  - しゃべくりDJ デーモン閣下のミュージックアワー!
  - Chage&デーモン閣下のミュージックアワー!
  - しゃべくりDJ サンプラザ中野くんのミュージックアワー!
  - しゃべくりDJ 杏子のミュージックアワー!
  - しゃべくりDJ サンプラザ中野くん＆杏子のミュージックアワー!
  - しゃべくりDJ 寺田恵子のミュージックアワー!
  - しゃべくりDJ 諸星和己のミュージックアワー!
  - しゃべくりDJ 寺田恵子＆諸星和己のミュージックアワー!
  - しゃべくりDJ 浅香唯のミュージックアワー！！
  - しゃべくりDJ 大槻ケンヂのミュージックアワー！！
  - しゃべくりDJ 浅香唯 & 大槻ケンヂのミュージックアワー！！
  - しゃべくりDJ ダイアモンド☆ユカイのミュージックアワー！！
  - しゃべくりDJ 平松愛理のミュージックアワー！！
  - しゃべくりDJ ダイアモンド☆ユカイ＆平松愛理のミュージックアワー！！
  - しゃべくりDJ クリス松村のミュージックアワー！！
  - しゃべくりDJ 生稲晃子のミュージックアワー！！
  - しゃべくりDJ GAKU-MCのミュージックアワー！！
  - しゃべくりDJ 生稲晃子＆GAKU-MCのミュージックアワー！！
- 車で旅する歌謡曲
- 懐メロ♪ドライブミュージック
  - 〜ミッドナイトハイウェイ編〜
  - 〜マリンロード編〜
  - 〜エリア編〜
- CAR and DRIVE MUSIC
- 70's80's JUKEBOX 〜私たちが選ぶこの10曲〜
  - 70's80's JUKEBOX B面コレクション
- 70's80's JUKEBOX シリーズ　野球選手の歌
  - 70's80's JUKEBOX 〜カテゴリ別 名曲プレイリスト〜
- 70年代 女性アイドルソング・ベスト100
  - 80年代 女性アイドルソング・ベスト100
  - あなたが選ぶ 女性アイドルソング・ベスト100
- 70年代女性アイドルソングベストテン

南沙織、アグネス・チャン、天地真理、麻丘めぐみ、キャンディーズ、山口百恵、桜田淳子、太田裕美、岩崎宏美、ピンク・レディ、榊原郁恵、石野真子
- 70年代男性アイドルソングベストテン

沢田研二、野口五郎、西城秀樹、郷ひろみ
- 80年代女性アイドルソングベストテン

河合奈保子、薬師丸ひろ子、柏原芳恵、南野陽子、荻野目洋子、原田知世、早見優、堀ちえみ、菊池桃子、斉藤由貴、本田美奈子.
- 80年代女性アイドルソングベスト20

中森明菜、小泉今日子、中山美穂、松田聖子
- 80年代女性アイドルソング アルバム･コレクション

松田聖子、中森明菜、 本田美奈子.、薬師丸ひろ子、中山美穂、斉藤由貴
- 70/80年代女性アイドルソング 作家別作品集

大瀧詠一、尾崎亜美、玉置浩二、細野晴臣、井上陽水、財津和夫、竹内まりや、中島みゆき、宇崎竜童、来生たかお、松任谷由実（荒井由実・呉田軽穂）、吉田拓郎
- 70年代女性アイドルソング　アラカルト
  - 80年代女性アイドルソング　アラカルト
- 70/80年代 シティ・ポップの名曲 ベスト100
- クロスカヴァー・ソングショー
- 僕たちの青春ソングス／60年代　僕たちの青春ソングス
- ツメ折り!カセットソング
- WOWOW PLUS MUSIC -深夜1時の音楽タイム-
- 永遠のロッカーたち
  - 永遠のロッカーたち〜名曲プレイリスト〜
- 特選!ヒット演歌
  - 艶歌 -ENKA-
- 歩きながらソング
- うた紀行〜懐かしい歌 彩る情景〜
- わが心の演歌
  - 煌く日本の歌手〜わが心の演歌〜
- 時代を映す名曲アルバム
- 昭和スター列伝
- 野球選手のうた〜平成名球界編〜
- 山本浩二＆譲二のドレミファスタジアム
- J-POP ライブラリー
- ミュージックビデオ特集
- 列車で旅する歌謡曲〜TRAIN and RAILWAY MUSIC
- 歌謡決定版
  - 演歌新曲ファイル
- MUSIC JUNCTION
  - MUSIC JUNCTION　LOVERS NOTE
- WOW!iSM
  - -ART!ST-
    - ヤなことそっとミュート
    - M!LK
    - CYNHN

  - ―SPEC!AL―
    - 東京女子流
    - SUPER☆GiRLS

#### 特別番組
- みんなの県民SONG！（美川憲一）
  - 新潟うた旅情編
  - 兵庫うた旅情編
  - 北海道うた旅情編
- 金沢うた旅情編
  - 秋田うた旅情編
  - 名古屋うた旅情編
  - 大分うた旅情編
  - 島根うた旅情編
  - 岩手うた旅情編
- 演歌男子。
  - 演歌男子。が歌う 昭和ヒット歌謡ベスト30
  - 昭和歌謡バトル☆闘え!演歌男子。
  - 演歌男子。大運動会
  - 仮装演歌男子。～ヒーローたちの救世主伝説～
- 山内惠介
  - 特番2016〜飛翔の春〜
  - 活動日記2016 “感謝”と“笑顔”
  - ドキュメンタリー〜愛が信じられないなら〜
- 長良グループ 演歌まつり2016 座談会スペシャル
- 水道橋博士の昌子淳子百恵「花の中3トリオ」伝説 〜涙の卒業式「出発」を10倍楽しむ方法〜
- 三山ひろし
  - 密着ドキュメント〜気鋭の道〜
  - 「OMAN何しに来たがぞね!」
  - 「歌い継ぐ!昭和の流行歌」
  - 歌謡スペシャル「三山ひろし探検隊シリーズ」 〜東京の裏側に驚愕のディープな空間が実在した！〜
  - 密着ドキュメント〜いごっそ魂〜
  - 「いろはカルタ」
  - ひとりお花見
  - この時この曲
  - 三山ひろし×立川志の春 落語対談
  - 三山ひろし落語～日本の伝統芸に挑む～
- あなたの街に聞きに幾三!!〜心で歌うのど自慢〜
  - あなたの街に聞きに幾三!!〜ありがとうを歌に込めて〜
- TOSHIHIKO'S ENTERTAINMENT 抱きしめて to LATE SHOW
- スナック寿美〜今夜も!有名人が集まる店〜
  - スナック寿美〜浅草で“春よ来い”〜
- SUBARU プレミアムドライブ 音楽と旅する休日
- 中畑清の絶好調海峡　-歌で語るプロ野球-
- 松本伊代・堀ちえみ・早見優 80年代アイドル女子会スペシャル〜花の82年組〜
- 山川・田川・水森・氷川  人気歌手勢揃い!演歌の玉手箱スペシャル
- 開局20周年記念　歌謡ポップスチャンネル大新年会
- 氷川きよしニューアルバム発売記念スペシャル 新・演歌名曲コレクション7 -勝負の花道-
- 五木ひろし
  - 歌って走って30年〜ふるさと美浜で紡いだ絆〜
  - ミュージックビデオメイキング「VIVA・LA・VIDA!〜生きてるっていいね！〜」
  - 変な異次元酒場〜井上芳雄、六角精児ら 豪華共演〜（前・後編）
  - 異次元ライブ 2020〜歌で伝えたかったこと〜
- 竹島宏
  - 「音故知新」
  - 「百歌繚乱」〜ライブ・ストーリー
- WOWOW PLUS MUSIC Presents 「虹コンのあわせたら2時間スペシャルだよ！」
  - ＜前編＞『嘘か誠か!?時代は”虹コン”!!! 〜Don't fool.FEEL!〜』＠渋谷WWW
  - ＜後編＞5/12虹コンのファン待望（？）イベント＠代アニLIVEステーション
- オリコン演歌＆歌謡スペシャル　平成の名曲TOP30
- 西城秀樹
  - マイ・フェイバリット ヒデキ
  - メモリアル・ヒデキ
- 鉄道歌浪漫 〜懐かしき昭和の風景を流行歌にのせて〜
- 真琴つばさ Presents すみれ女子会
- 野口五郎 50th Anniversary 『GO ROAD 光の道へ』
- ぜ〜んぶ中澤卓也のBEST10
- 紡ぐ詩。繋ぐ歌。～林部智史 新たな挑戦～
  - 紡ぐ詩。繋ぐ歌。それから～林部智史の今～

ほか

#### コンサート番組
- 長良グループ 夜桜演歌まつり

第十七回、第十八回、第十九回 、第二十回
- 宮本隆治の歌謡ポップス☆一番星コンサート
  - 宮本隆治の歌謡ポップス☆一番星コンサート2016
- 30th Anniversary TOSHIHIKO TAHARA DOUBLE"T"TOUR
- 山内惠介
  - 10周年記念コンサート〜あしたへ一歩〜
  - デビュー15周年記念リサイタル-あの頃、月が僕のスポットライトだった　熱唱・熱愛・まっすぐに艶歌道-
  - ファンクラブ限定LIVE『惠音楽会SCENE15』
  - コンサート2016 〜ひたむきに、あなたに届け“歌力”〜
  - 新歌舞伎座初座長 特別公演
- 水森かおり
  - 20周年メモリアルコンサート〜歌謡紀行〜
  - メモリアルコンサート〜歌謡紀行〜
- 氷川きよし
  - スペシャルコンサート2013 きよしこの夜 Vol.13
  - スペシャルコンサート2015 きよしこの夜 Vol.15
- 和田アキ子50周年記念コンサート〜NHKホールライブ〜独占放送

◇AKIKO WADA 50th ANNIVERSARY 「THE LEGEND OF SOUL」
- 福田こうへい
  - コンサート2017 IN 新歌舞伎座
  - ふるさとに響け！復興の歌声 〜三陸ツアー2017〜
  - 2018コンサート IN 浅草公会堂〜真心伝心〜
- 森昌子デビュー40周年記念コンサート「ありがとう　そしてこれからも」
- 歌藝 〜三波春夫リサイタル〜
- 川中美幸
  - コンサート2010 〜人・うた・心〜
  - 「夢」の向こう側へ〜うたで綴る39年〜
  - 七変化！美幸一座／オンステージ 人･うた･心
- 前川清 軽井沢音楽会　ランコントルファン
- 武田鉄矢・海援隊 スペシャルサンクスコンサート
- グッチ裕三 スペシャルライブ〜Thank You 40th Anniversary〜
- グラシェラ・スサーナ半世紀の思いを込めて
- 小林幸子 世界遺産「薬師寺」復興祈願コンサート
- コロッケ芸能生活35周年記念コンサート
- Age Free Music Concert Vol.1
- 八神純子 コンサートツアー2012 翼－私の心が聞こえますか。－
- ジャッキー吉川＆ブルーコメッツ　ファイナルコンサートin中野サンプラザ
- 杉田二郎 デビュー50周年記念コンサート
- 田川寿美 デビュー25周年記念コンサート
- 特別番組　北山たけしファーストコンサート
- 鳥羽一郎 35周年記念コンサート
- 中村あゆみ Rock Alive 2016
- レッツゴーヤングコンサート2012
- 中村美律子デビュー30周年記念コンサート〜笑顔の先に〜
- 中村美律子スペシャルコンサート 〜みっちゃん 新歌舞伎座で熱唱〜
- 野口五郎　35周年記念LIVE
- 川上大輔メラギ☆ナイト2015
- 美川憲一 ドラマチックシャンソン
- 水森かおり ふれあいコンサート2017
- 山川豊 デビュー35周年記念コンサート
- 香西かおり 30周年記念リサイタル
- 吉幾三
  - コンサート 支えられて40年
  - 独占放送 45年間、ありがとう〜ファイナルコンサート〜
- 五木ひろし
  - コンサート〜よこはま・たそがれから40年の熱唱〜
  - メモリアルコンサート 70yearsさらなる挑戦
  - 芸能生活55周年記念『スペシャルコンサート〜紅白歌唱全41曲の軌跡〜』
- 演歌男子。
  - 演歌男子。LIVE〜夏祭〜
  - 演歌男子。フェスティバル2015
  - 演歌男子。フェスティバル2016
  - 演歌男子。LIVE 春爛漫 in OSAKA
  - 演歌男子。LIVE 春爛漫 in TOKYO
  - 演歌男子。学園祭LIVE in 浅草
  - 演歌男子。LIVE 2018
  - 演歌男子。LIVE TOUR 2019「五周年ノ宴」
- NAONのYAON 2018
  - 2019（第一部、第二部）
- 栄光のグループサウンズ　THE G.S
- 伊藤銀次・杉真理・サーカス・庄野真代　LIVE Light Mellow Vol.1
- 太田裕美 庄野真代 渡辺真知子 オーケストラで歌う青春ポップスコンサート
- 坂東玉三郎・小椋佳がミッチーに捧げる名曲たち〜三橋美智也二十三回忌追善メモリアルコンサート〜（前・後編）
- 島津亜矢
  - リサイタル2008 無双〜貫き通す一筋の道〜
  - リサイタル2010 挑戦
  - SINGERコンサート2018
- 中津川 THE SOLAR BUDOKAN 2018

FLYING KIDS、JUN SKY WALKER(S)、ストレイテナー、藤巻亮太、シシド・カフカ
- 大沢桃子デビュー15周年記念〜感謝のうたコンサート〜
- マルシア Debut 30th Anniversary Kick Off Live〜私はどうしてここに？〜
  1. 1st Stage 私を育てた歌謡曲〜ブラジルからから日本へ〜
  2. 2nd Stage 〜ミュージカルからスタンダードナンバーまで〜
- 由紀さおり 50年記念コンサート2019“感謝„
- スペシャルLIVE in FUJI & SUN '19

竹原ピストル ＆ MOROHA、DJみそしるとMCごはん、田島貴男、七尾旅人 ＆ cero (バンド)
- 三山ひろし×純烈LIVE
- 昭和・平成・令和　時代を超えた名曲コンサート
- GOJISAT.ROCK WAVE 2019
- 八神純子Live キミの街へ〜Here We Go!
- THE SOLAR BUDOKAN 2020

奥田民生、ストレイテナー、10-FEET、ヤバイTシャツ屋さん
- 福田こうへい無観客ＬＩＶＥ２０２１－独唱－ あれから１０年…
- 柏原芳恵 A・RU・KU 第二章 コンサート2022

### 購入番組
- NHK番組
  - NHK歌謡コンサート
  - きよしとこの夜
  - ビッグショー
  - シリーズ歌謡ロマン
    - 五木ひろし
    - 氷川きよし

  - 五木先生の歌う!SHOW学校
  - レッツゴーヤング
  - ジャストポップアップ
  - ワンダフル東北　第９回　冬・北国からのコンサート
  - ポップジャム
  - 歌のあとさき 市川由紀乃
  - X'masスペシャル ポップス＆ロック 1989ライブ／POPS & ROCK 1988ライブスペシャル
- ザ・スター（フジテレビジョン）
  - 松田聖子スペシャル　振り向けば・・・聖子、萩原健一、森昌子、野口五郎、岩崎宏美スペシャル、内山田洋とクール・ファイブ、北島三郎
- ザ・トップテン（NTV）
- 夜も一生けんめい。（NTV）
- 演歌の花道（テレビ東京）
- 花王名人劇場（フジテレビジョン）
- 俺は上野のプレスリー（1978松竹株式会社）
- 俺ら東京さ行ぐだ〜純情編〜（徳間ジャパンコミュニケーションズ）
- 人間の証明（角川映画1977）
- ブロウアップ ヒデキ（1975松竹株式会社）
- ふくい浪漫 い〜ざぁええDay(福井テレビ)
- 愛・旅立ち(1985 FILMLINK INTERNATIONAL）
- さすらいの太陽(虫プロダクション)
- 福田雄一×StarS（井上芳雄・浦井健治・山崎育三郎）「トライベッカ」（2016WOWOW）
- CHAGE and ASKA
  - CONCERT MOVIE GUYS『CONCERT TOUR 1992 “BIG TREE”』より
    - CHAGE and ASKAの当時としては世界初となる本格的なコンサートムービー（1992年）

  - 25th Anniversary Special チャゲ&飛鳥 熱風コンサート
  - " 台場野外特設会場で行った25周年記念ライブ（2004年）
- WOWOW MUSIC Selection　TIMELESS SESSIONS in YOKOHAMA Produced by 武部聡志（WOWOW）
- リリー・フランキー presentsザンジバルナイト2019（WOWOW）
- 森山良子 with 東京フィルハーモニー交響楽団〜Ryoko Classics コンサート V〜（BSスカパー！）
- オフコース 1982 ・ 6 ・ 30 武道館 コンサート（ユニバーサル ミュージック）

1982年に開催された日本武道館10日間コンサートの最終日の模様を収めた作品。
- 鈴木雅之 Masayuki Suzuki taste of martini tour 2019“Funky Flag Love Parade”（BSスカパー！）
- さだまさしコンサートツアー2019　新自分風土記（WOWOW）
- 髙橋真梨子 コンサート2019 MariCovers（WOWOW）
- 市川由紀乃コンサート2017〜唄女〜
- 市川由紀乃 オン・ステージ〜令和の夢〜
- 石川さゆり10周年リサイタル 歌から詩へ
- 歌手生活20周年記念 石川さゆりリサイタル 道
- 本田美奈子. 「ザ・ヴァージン・ライヴ IN BUDOKAN」（ユニバーサル ミュージック）
- ALFEE「OVER DRIVE 1983 ALFEE 8-24 BUDOKAN」
- 德永英明「25th Anniversary Concert Tour 2011 VOCALIST & BALLADE BEST FINAL」（ユニバーサル ミュージック）
- SING LIKE TALKING「Amusement Pocket 25/50」（ユニバーサル ミュージック）
- 布施明 デビュー50周年記念コンサート〜次の一歩〜 Live at 東京国際フォーラム

### インターローカルアワー
インターローカルメディア選定の地方局制作番組。無料放送。
- OKINAWA MONDE W・ALKER（沖縄テレビ放送制作）
- 郷土劇場（沖縄テレビ放送制作）
- きらり九州（TVQ九州放送制作）
- ぐっ!ジョブ（TVQ九州放送制作）
- さつま狂句（南日本放送制作）
- 政経マネジメント塾（インターローカルメディア制作）
- ナンデモ特命係 発見らくちゃく!（福岡放送制作）
- ハワイ・ローカルトーク（インターローカルメディア制作）
- 若っ人ランド（テレビ熊本制作）
- U字工事の旅！発見（とちぎテレビ制作）
- クロ女子白書（FBS福岡放送制作）

## 過去の番組
- ときめく!?歌謡曲
- カラオケナビ〜演歌〜
- えんか e-ジャン!
- フォーク・ジャンボリー2002
- FOLK&ROCK ALIVE
- あの頃、この歌
- R65〜いつまでも色あせない青春のメロディー
- Age Free Music〜心に響く大人の音楽〜
- 尾崎亜美・服部幸應と愉快な歌仲間
- 小室等の酒楽庵
- 富澤一誠のミュージック・ギャラリー
- ミッツ・マングローブの歌声デート
- We Love コンピレーション
- なぎらTV あの時代を語れ！
- 水道橋博士の80年代伝説
- 藤井隆の胸キュン!アイドル天国
- クラブコロッケ〜六本木で歌いまショー!〜
- 中山秀征の有楽町で逢いまSHOW（ニッポン放送と共同制作）
- カラオケ演歌カウントダウン100
- NTV紅白歌のベストテン（日本テレビ）
- 歌のトップテン（日本テレビ） - 日テレプラス、ファミリー劇場でも放送
- ザッツ・エンカ・テインメント〜ちょっと唄っていいかしら?〜（ABC）
- ヤングスタジオ101（NHK）
- BSふれあいステージ 演歌いっぽん勝負（BS2）
- この人○○ショー（NHK）
- 想い出ナンバーTOP10 〜テーマ別 名曲ライブラリー〜
- 孤独なロックンローラー〜 坂本つとむ〜
- オリコン演歌&歌謡トップ20
- DAM演歌カラオケ新曲ベストテン
- 週刊カセット演歌ベスト20
- USEN 演歌ランキングトップ20
- 演歌売れ筋ランキング
- SONG　LIST
- 演歌女子。
- クリス松村の注文の多いレコード店
- 野口五郎の改札口の伝言板
- FOLK&ROCK ALIVE LIVE SELECTION

ほか